# Måns Holst Ekström
Måns Gunnar Holst Ekström, född 5 april 1963 i Solna, död 1 september 2023 i Malmö, var en svensk författare, konsthistoriker, föreläsare och fotograf.

## Biografi
Måns Holst Ekström var sedan 1994 hemmahörande i Malmö, där han levde tillsammans med maken och pianisten Conny Antonov, lektor vid Musikhögskolan i Malmö.
Efter påbörjade universitetsstudier i konstvetenskap 1982 vid Lunds universitet, antogs han 1987 till forskarutbildningen i ämnet där. År 1995 avlade han en filosofie licentiatexamen med en avhandling om en version av Rafaels ”Madonnan med steglitsan”. Forskarstudierna omfattade längre vistelser vid Svenska institutet i Rom, vid Kyoto universitet samt vid universitetet i Oslo. Från 2008 innehade Holst Ekström en tjänst som universitetsadjunkt vid Lunds universitet, Institutionen för kulturvetenskap och Avdelningen för konsthistoria och visuella studier. Han var även verksam som lärare i konsthistoria vid Konsthögskolan i Malmö och vid Kungl. Konsthögskolan i Stockholm.
Holst Ekström verkade också som konstkritiker, framför allt i Sydsvenskan. Han medverkade också aktivt i konsttidskrifter, exempelvis i Paletten, och i ett flertal antologier och utställningskataloger. Som utställningskommissarie ansvarade han bland annat för utställningen Show – off under Malmöfestivalen 1996, en omfattande manifestation som inkluderade 13 konstnärer från Malmö och Köpenhamn, bland andra Sofia Bertilsson, Jesper Fabricius, Per Wizén, Villy Grønborg, Richard Johansson, Maria Hellström och Monika Gora. År 1998 kurerade han tillsammans med konstnärerna Anna Bring och Lena Mattsson Body Act – a Performance Weekend på Chokladfabriken i Malmö. Evenemanget inkluderade en rad svenska och internationella konstnärer från Tyskland, Schweiz, USA, Danmark och Norge, med syftet att introducera performancekonst för en bredare publik och diskutera den utifrån ett internationellt perspektiv. Bland många andra medverkade Nao Bustamante, Peter Land, Olav Westphalen, Christel Sverre och Oliver Kochta.
Åren 2001–2006 arbetade han som lektor i fri konst vid Kungl. Konsthögskolan i Stockholm, där han både undervisade och ägnade sig åt konstnärlig forskning. Tillsammans med bildkonstnären och filmaren Daniel Hoflund drev han ett forskningsprojekt med titeln Italomemer: Föreställningar om Italien, som publicerades 2009. Under samma period var han engagerad som curator och medarbetare på Nationalmuseum i utställningen ”Kroppen. Konst och vetenskap” (2005). I utställningskatalogen ingår hans essä ”Mellan frånvaro och karnevalism”. Utställningen visade verk från 1500-talet fram till tidigt 2000-tal, med ett visst fokus på 1900-talet genom verk av, bland andra, Marina Abramović, Louise Bourgeois, Barbro Bäckström, Mona Hatoum, Meret Oppenheim, Mark Quinn, Per Wizén och Annica Karlsson Rixon.
Holst Ekström hade nära och återkommande samarbeten med svenska konstnärer, arkitekter och landskapsarkitekter, inte minst genom fördjupande och tolkande texter i utställningskataloger och större publikationer. Han arbetade i nära dialog med konstnärerna, bland många andra Gunilla Bandolin, Monika Gora, Lena Mattsson, Malena Olsson och Per Wizén. Han skrev även utställningstexter för internationella konstnärer som Isabella Collodi (Italien) och Jyrki Riekki (Finland), för att nämna några.
Ett genomgående tema i Holst Ekströms författarskap var frågan om hur vi finns till genom våra sinnen och hur sinnliga och rumsliga erfarenheter formar oss. Holst Ekström utvecklade detta i fenomenologiskt reflekterande tolkningar av både konstverk, byggnader och landskap. Särskilt landskapets olika former intog en central plats i hans arbeten. Förutom konstkritiska texter i dags- och fackpress omfattade Hols Ekströms produktion också essäsamlingen Ekfraser i en förbannad tid: Tankar kring städer, arkitektur, trädgårdar, rum, formgivning och konst (Sailor Press, 2017). Han återkom också i flera verk till temat manlig homosexualitet, bland annat i kortromanen …som Italien (Recito förlag, 2011).

## Verk i urval
- Utställningen Lunghezza. Fotografier från Castello di Lunghezza utanför Rom (Digitaliseum, Malmö Fotobiennal 2019), https://malmofotobiennal.com/2019-exhibitions/
- Medverkan som skådespelare i pjäsen Den spetälske i staden Aosta av Xavier de Maistre (Malmö Amatörteaterforum, 2004). Alla tre medverkande, förutom Holst-Ekström även förläggaren Bo Cavefors och skådespelaren Thomas Hultcrantz, gestaltade sina roller nakna. Föreställningen dokumenterades av filmaren och konstnären Lena Mattsson.